# Pseudoparicana tepida
Pseudoparicana tepida är en insektsart som beskrevs av Melichar 1914. Pseudoparicana tepida ingår i släktet Pseudoparicana och familjen Tropiduchidae. Inga underarter finns listade i Catalogue of Life.